# Lophopsittacus mauritianus
Vẹt mỏ rộng (danh pháp khoa học: Lophopsittacus mauritianus) là một loài vẹt lớn trong họ Psittaculidae. Đây là loài đặc hữu của đảo Mascarene của Mauritius ở Ấn Độ Dương phía đông của Madagascar. Không rõ loài nào có mối liên quan gần gũi nhất đối với loài vẹt này, nhưng nó đã được phân loại như là một thành viên của tông Psittaculini, cùng với các loài vẹt Mascarene khác. Loài vẹt mỏ rộng này có điểm tương đồng với vẹt Rodrigues, và có thể có mối liên quan chặt chẽ.
Loài vẹt này có đầu lớn so với thân, chúng có mào lông trên đỉnh đầu. Loài vẹt này có mỏ rất lớn nếu so sánh kích thước mỏ của vẹt đuôi dài, giúp chúng mổ vỡ các hạt cứng. Xương á hóa thạch chỉ ra rằng loài này dị hình lưỡng tính lớn hơn bất kỳ loài vẹt còn tồn tại nào. Không biết màu sắc chính xác, nhưng phỏng đoán hiện nay cho rằng nó có đầu màu xanh dương, thân mình màu xám hay đen, và mỏ có lẽ màu đỏ. Nó bị cho rằng có sức bay yếu.